# Gowarczów
Gowarczów est un village de la voïvodie de Sainte-Croix et du powiat de Końskie. Il est le siège de la gmina de Gowarczów et comptait 1 400 habitants en 2006.